# Standesherrschaft Leuthen

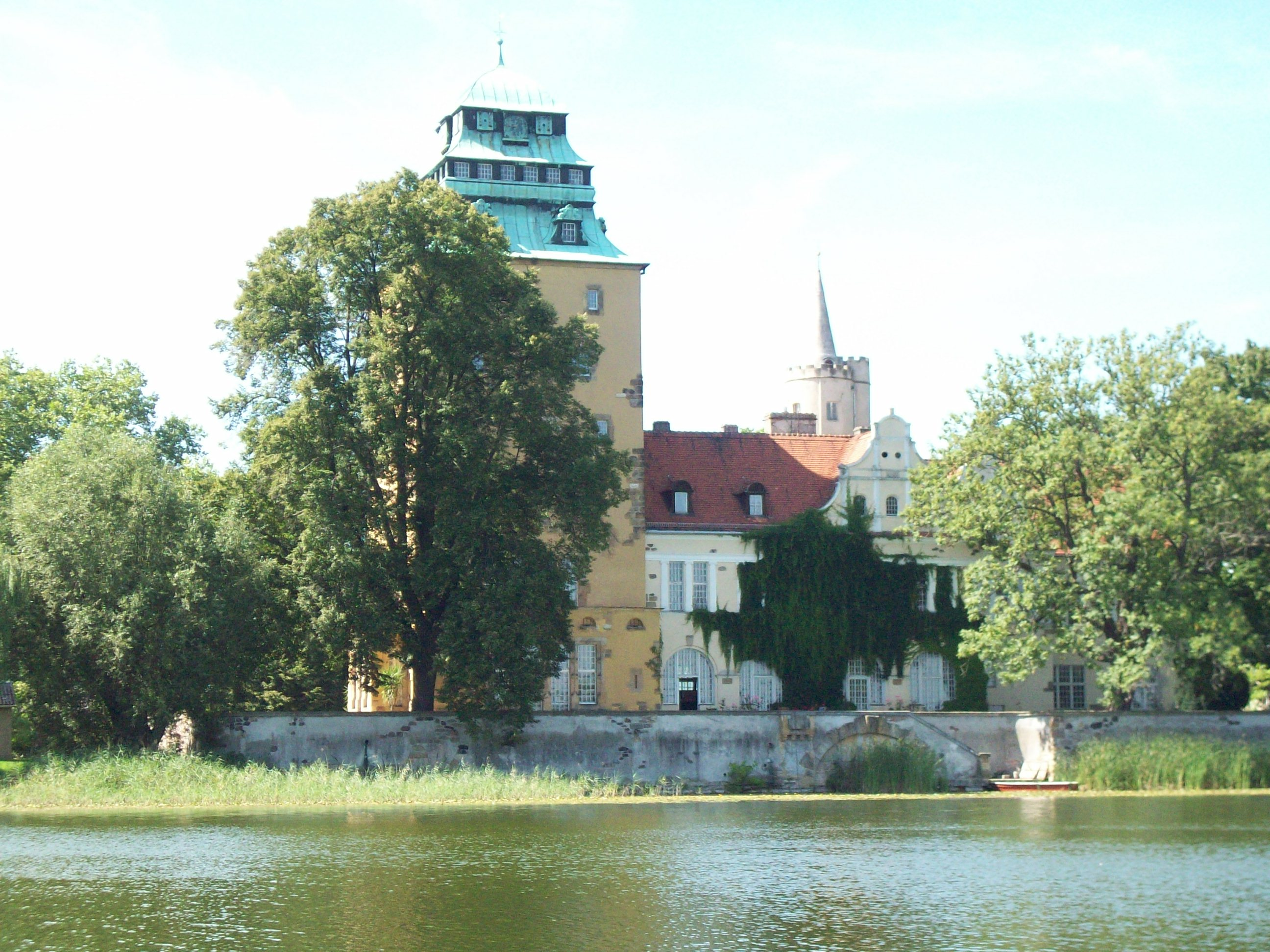
Schloss Groß Leuthen

Die Standesherrschaft Leuthen, auch Standesherrschaft Groß Leuthen, vorher Herrschaft Leuthen oder Herrschaft Groß Leuthen war eine kleine niederlausitzische Adelsherrschaft mit Sitz in Groß Leuthen (Landkreis Dahme-Spreewald, Land Brandenburg). Sie wird im Laufe des 14. Jahrhunderts (?) urkundlich fassbar und war bis Anfang des 16. Jahrhunderts lediglich ein Rittersitz. 1517 ist erstmals von einer Herrschaft die Rede, die 1646 Sitz und Stimme in der Herrenkurie der Niederlausitzischen Ständeversammlung hatte. Es gab auch im Landkreis Neumarkt (Regierungsbezirk Breslau, Schlesien) eine Herrschaft Leuthen.

## Geographische Lage
Die Standesherrschaft Leuthen lag im Westen des Kreises Lübben oder Krummspreeischen Kreises. Sie grenzte (um 1800) im Westen an das Amt Lübben, im Norden an die Rittergüter Wittmannsdorf, Schuhlen und Mittweide, im Osten an die Standesherrschaft Lieberose und das Lübbener Amtsdorf Goyatz, im Süden an die Rittergüter Glietz und Groß Leine sowie an das frühere Amt Neu Zauche.

## Geschichte
Die Herrschaft Leuthen bildete sich im Verhältnis zu den anderen (Standes-)Herrschaften der Niederlausitz relativ spät zu einer Herrschaft heraus. Bis gegen Ende des 15. Jahrhunderts wird Leuthen nicht unter den wichtigen Schlössern, Städten und Höfen der Niederlausitz aufgezählt. Sie dürfte ursprünglich zum Burgward Lübben gehört haben, in vorreformatorischer Zeit zählte Leuthen in kirchlicher Hinsicht zur Sedes Lübben.
1368 erscheint zwar ein Tammo von deme Luthen als Zeuge in einer Urfehdeerklärung gegen einen Herrn von Torgau und die Stadt Beeskow. Es ist allerdings nicht klar, ob dieser Tammo tatsächlich aus dem später so genannten Groß Leuthen stammte, oder aus Orten gleichen Namens in den Kreisen Cottbus und Sorau. Sicher aus der gleichen Familie stammte der Segemund von Lu(e)ten, der beim Verkauf der Herrschaft Beeskow 1394 einer der Zeugen von Hans von Biberstein und Herzog Swantibor III. von Pommern-Stettin war. Die Herrschaften Beeskow und Storkow war zu dieser Zeit noch feste Bestandteile der Mark Lausitz.
Die erste sichere urkundliche Nennung des Ortes selber stammt aus dem Jahr 1424. Zu dieser Zeit war Leuthen wohl schon im Besitz des Heinrich von Keyne, der 1425 am Überfall des Hans von Biberstein auf die Bürgerschaft der Stadt Beeskow beteiligt war (Heynrich Keyne zcu deme lwten). Johann von Biberstein erzwang auf diese Weise die Erbhuldigung von Rat und Bürgerschaft der Stadt Beeskow. Heinrich von Keyne ist zumindest bis 1437 als Besitzer von Leuthen nachgewiesen. Die Eintragung im Lübbener Stadtrechnungsbuch von 1437 lässt an der Identifizierung dieses zcu deme lwten als Groß Leuthen keine Zweifel. Das Geschlecht der von Keyne (auch Koyne) stammte wahrscheinlich von der Burg Kayna nördlich von Weißenfels bzw. südwestlich von Merseburg. In die Lausitz kamen sie als Söldner und Söldnerführer. Ein Heinrich von Keyne und sein Sohn Karl mussten am 17. August 1426 dem Herzog Friedrich I. von Sachsen und Bischof Nikolaus (Lubich) von Merseburg Urfehde schwören. 1446 wird mit Heinrich Czabelticz (Zabeltitz) ein Nachfolger auf der Herrschaft Leuthen genannt. Er erhielt von Friedrich von Biberstein das Schussrecht auf alles Wild in den Herrschaft Beeskow und Storkow. In einer Urkunde von 1447 wird allerdings klar, dass er nicht alleiniger Besitzer der Herrschaft war. In dieser Urkunde von 1447 bitten Heinrich Czabelticz und Heinrich Crakow Gebrüder (sic! wahrscheinlich Stiefbrüder) ihren Lehensherrn Friedrich von Biberstein, dass er Anna, der Frau des Heinrich von Czabelticz das Dorf Groß Beuchow zum Leibgedinge genehmigen möge. Bereits 1439 hatte Heinrich Czabelticz durch den Landvogt der Niederlausitz Nickel von Polenz die Anwartschaft auf das Dorf Klein Leine erhalten, das zur Herrschaft Leuthen gehörte. 1449 war Heinrich von Crakow Harnischmeister von Kurfürst Friedrich II. den Sanftmütigen. Wahrscheinlich ist es derselbe Heinrich von Crakow, der 1441 einen freien Hof in Lübben und Getreidezinsen in Treppendorf von Hans von Buxdorf gekauft hatte, und die er seiner Frau Barbara zum Leibgedinge übergab. In den folgenden 70 Jahren ist die Besitzgeschichte bisher nicht dokumentiert.
Nach dem Tod König Vladislav II. (1516) erhielt Wilhelm Schenck Herr von Landsberg auf Wusterhausen am 20. April 1517 die Lehensbestätigung für seine ererbten väterlichen Güter, nämlich „Große-Leutten und den sicz daselbst, darzu die dörfer Bückichen, Brießk (= Ressen), Golin, Klein-Leutten, Dolgen und Klein Lein … darzu allerley freye jagt von Leutten an umb Grödisch, Krug, Dörnhoffe bies an Bieberßdorff und fort bies an die Brießnische grenze und im Spewy (Splaw), aber in der Grobowe und doselbst weiter hienein nach Schlepzig soll sich der herr und ander besitzer des guts Leutten nicht anmassen“. Außerdem erhielt er bestätigt sechs Wiesen: „eine zwischen Unser Lieben Frauen Berge unter dem Dorf Kruge (Krugau) gelegen, genannt die Möllwiese und die wiese Werder genant an dem thamme gelegen, als man von dem Kruge gegen Schlepzig zeucht, die vierde wiese hinter dem Dorf Kruge gelegen, genannt der Kanin-Werder, und auch zwei Wiesen hart bei Kuschkow gelegen.“ Mitbelehnt mit Wilhelm waren seine Vettern Otto und Heinrich Schenken von Landsberg auf Teupitz. Diese Lehensbestätigung zeigt, dass die Schenken von Landsberg schon um 1500 auf Groß Leuthen ansässig waren, denn der Vater des Wilhelm, Albrecht Schenk von Landsberg war bereits 1501 verstorben. 1526 hatte die Herrschaft Leuthen 6000 Gulden Schatzung, die damals mit acht von Tausend berechnet wurde, also 48 Gulden. Nach dem Tod des böhmisch-ungarischen Königs Ludwig II. in der Schlacht bei Mohács erhielt Wilhelm am 21. Februar 1527 erneut eine Lehensbestätigung seiner Güter. Am 2. Juli 1538 wurde er zudem mit der Neuen Mühle (Neumühle zwischen Guhlen und Ressen) belehnt, die er von Georg von der Zauche erworben hatte. Wilhelm Schenck von Landsberg heiratete 1533 Magdalena Gräfin Reuß von Plauen, Tochter des Heinrich XIII., Reuß von Plauen, „der Stille“ genannt und der Anna Dorothea von Colditz. Er ließ um 1550 das Schloss in Groß Leuthen errichten, eine Dreiflügelanlage im Stil der Renaissance. Die beiden hatten vier Söhne, Albrecht (* 1555), Wilhelm Heinrich (* 1562), Hans (* vor 1555) und Carl (* 1562). Wilhelm starb bereits 1559, Magdalena 1571.

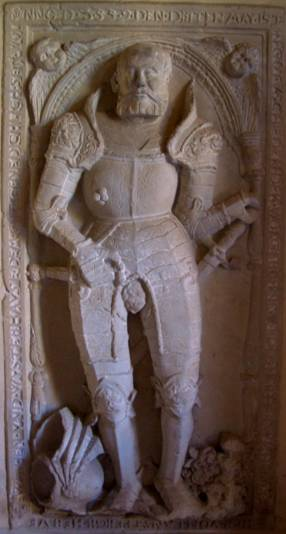
Grabplatte des Wilhelm Schenk von Landsberg (1510–1559) in der Dorfkirche Groß Leuthen

Erben waren seine drei Söhne; Wilhelm Heinrich und Carl traten aber ihrem Bruder Albrecht Schloss und Dorf Leuthen und die zugehörigen Dörfer in brüderlicher Teilung ab. Nach dem Tod Kaiser Maximilians II. erhielt Albrecht einen vom 12. Oktober 1578 datierten Lehnbrief. Die beiden Brüder wurden mit je 2329 Gulden 13 Groschen abgefunden. 1584 lieh Albrecht dem Arnt von Röbel auf Leibchel 1400 Taler, für die ihm Arnt von Röbel Leibchel und Glietz als Pfand einsetzte. Allerdings scheint Albrecht nicht in der Lage gewesen zu sein, den Betrag in bar auszubezahlen, denn Wilhelm Heinrich erhielt 1589 einen Lehnbrief über seinen Anteil an der Herrschaft Leuthen. Der vierte Sohn Hans war schon vor 1559 verstorben. Er war mit Melusine von Klitzing verheiratet gewesen, einer Tochter des Lippold von Klitzing, Hauptmann der Ämter Dahme und Jüterbog. Am 6. März 1559 verglich sich Wilhelm mit Melusine von Klitzing dahin, dass sie 2530 Gulden zu ihrer freien Verfügung erhielt. Dafür erklärte sie, dass sie keine weiteren Ansprüche mehr mache. Aber auch die Schwester Barbara der drei überlebenden Brüder hatte noch Anrecht auf einen Erbteil. Sie war mit Moritz Graf von Schlick verheiratet, einem Sohn des Stefan Graf von Schlick, der 1526 in der Schlacht bei Mohács gefallen war. Die Ehe von Moritz Graf von Schlick, der 1578 starb, und der Barbara Schenkin von Landsberg blieb kinderlos. Nach längerem Streit vergleichen sich die Geschwister 1581 dahin, dass die drei Brüder ihrer Schwester 2000 Taler zu ihrer freien Verfügung ausbezahlen sollten. Da alle drei Brüder nicht flüssig waren, verpfändete Albrecht seiner Schwester das Dorf Goyatz, Carl und Wilhelm Heinrich die Herrschaft Wusterhausen. 1590 teilten die beiden Brüder Wilhelm Heinrich und Albrecht den Teupitzer und Wusterhausener Besitz. Carl wurde mit 30.000 Gulden abgefunden. Albrecht besaß nun die Herrschaft Leuthen sowie Märkisch Buchholz, Wilhelm Heinrich die Herrschaft Teupitz und Schenkendorf. Albrecht Schenk von Landsberg heiratete 1601 Eva Freiin von Schönburg.

### 17. Jahrhundert
1622 sind die Söhne des Albrecht Georg und Joachim Schenck von Landsberg Besitzer der Herrschaft Leuthen. Georg war Landrichter in der Niederlausitz und mit Anna Gräfin von Eberstein verheiratet. Die Ehe blieb kinderlos. Nach Götz Freiherr von Houwald starb Georg am 11. Mai 1633; dagegen gibt Rudolf Biedermann den 5. Mai 1632 als seinen Todestag an. Erbe war sein Bruder Joachim, der mit Elisabeth Anna-Maria Freiin von Putlitz verheiratet war. Er wurde 1634 aufgefordert, den letzten Lehnsbrief vorzulegen; in dieser Urkunde wird das Gut Leuthen erstmals als Herrschaft bezeichnet. Joachim war Herr auf Buchholz, Teupitz und Wusterhausen und erhielt 1634 den Lehnbrief für die Herrschaft Leuthen. Mitbelehnt waren seine Vettern Hans Otto, Wilhelm Heinrich, Christian, Philipp Ernst, Hieronymus Adam auf Buchholz, Teupitz und Wusterhausen. Joachim Schenk von Landsberg und Elisabeth Anna-Maria Freiin von Putlitz hatten vier Kinder, die Söhne Albrecht Ludwig und Joachim Friedrich und die Töchter Anna Magdalena und Eva-Maria. Nach dem frühen Tod des Vaters im Jahre 1639 übernahm der Sohn Albrecht Ludwig die Herrschaft Leuthen, während Joachim Friedrich die Herrschaft Buchholz bekam. Albrecht Ludwig (* 1621) heiratete 1641 Anna-Maria von Köckritz, mit der er sechs Kinder hatte, die Söhne Albrecht Ludwig, Joachim Friedrich und Otto Wilhelm sowie die Töchter Erdmuth, Eleonore-Elisabeth und Juliane. Albrecht Ludwig starb 1650. Erbe der Herrschaft waren seine drei Söhne, die am 6. Februar 1668 die Lehnspflicht wegen der Herrschaft Leuthen ablegten. Albrecht Ludwig blieb unverheiratet und war Hauptmann in holländischen Diensten. Joachim Friedrich war in 1. Ehe mit Margaretha-Catharina Gräfin Promnitz verheiratet, in zweiter Ehe mit Elisabeth-Margaretha Gräfin Lynar. Beide Ehen blieben kinderlos und 1677 trat er seinen Anteil an der Herrschaft Leuthen gegen eine Abfindung in Geld und Aufnahme in die Gesamte Hand an seinen Bruder Otto Wilhelm ab. Otto Wilhelm heiratete in erster Ehe Anna Maria von Hoym und in zweiter Ehe Eva Helena von Wedel. Er war Direktor des Konsistoriums der Niederlausitz und Oberamtsrat. In der Landtagsordnung von 1669 wurde festgeschrieben, dass die Herrschaft Leuthen Sitz und Stimme in der Herrenkurie der Niederlausitzischen Ständeversammlung hat. 1688 kaufte er seinem Schwager Friedrich Wilhelm von Hoym die sog. Kittlitzsche Wiese ab. Er hatte bis dato auch die Gesamte Hand an dem Gut Schlabendorf seines Schwagers erhalten. 1691 kaufte er den Huhlschen Anteil am Dorf Skuhlen (= Schuhlen) von Hans Henning von Köckritz. Aus der ersten Ehe stammten der Sohn Ludwig Alexander und die Tochter Christiana Louisa, aus der zweiten Ehe die Söhne Carl Albrecht und Wilhelm August sowie die Töchter Maria Clara, Elisabeth Sophie, Eva Dorothea Tugendreich und Helena Eleonora.

### 18. Jahrhundert
1712 verstarb Otto Wilhelm Schenk von Landsberg, und über sein Erbe gerieten die drei Brüder gleich in Streit, der sogar vor dem Berliner Kammergericht ausgetragen wurde. Nach dem Testament des Vaters, das er 1710 verfasst hatte, sollte Ludwig Alexander die Herrschaft Leuthen erhalten, Carl Albrecht die Herrschaft Teupitz und August Wilhelm das Gut Buchholz. Ludwig Alexander und Carl Albrecht tauschten aber ihre zugedachten Anteile, sodass Carl Albrecht nun Herr auf Leuthen wurde. Da die Herrschaft Leuthen mehr wert war als Teupitz, sollte Carl Albrecht seinem älteren Bruder noch 11.936 Taler und 6 Groschen bezahlen. Für das Entgegenkommen erließ Ludwig Alexander 3.936 Taler 6 Groschen. Von den restlichen 8.000 Talern sollten ihm 2.000 Taler in bar ausbezahlt werden, die restlichen 6.000 Taler sollten auf der Herrschaft Leuthen stehen bleiben und mit jährlich 6 % verzinst werden. Die alte Tante Eleonore, Schwester des verstorbenen Otto Wilhelm sollte auf Lebenszeit freie Kost und Wohnung auf Leuthen erhalten sowie jährlich 40 Taler und von 150 Taler Anteil an Leuthen 9 % Zinsen erhalten, also 13,5 Taler. Die drei Brüder sollten das gemeinsam übernehmen. Auch die Forderungen der Schwestern und der Mutter sollten die drei Brüder zu je einem Drittel schultern. Die beiden älteren Brüder sollten sich auch noch wegen der zur Herrschaft Teupitz gehörenden und noch einzulösenden Stücke Gut Löpten und Staakmühle vergleichen. Wilhelm August starb unverheiratet am 28. Juli 1716 auf einer Kavalierreise in London. Am 18. Dezember 1718 verkauften die beiden Brüder Ludwig Alexander und Carl Albrecht Schenken von Landsberg auf „sanften Druck“ die Herrschaften Teupitz und Buchholz an den König in Preußen Friedrich Wilhelm I. Der König hatte bereits im Umfeld eine Reihe Gütern aufgekauft und war bemüht diesen Besitzkomplex weiter zu vergrößern. Teupitz und Buchholz wurden in seine Herrschaft Königs Wusterhausen eingegliedert (Ämter Teupitz und Buchholz). Der Verkauf erbrachte für die Herrschaft Teupitz 54.000 Taler und für Buchholz 45.000 Taler. Ludwig Alexander erhielt den Titel Königlicher Kammerherr. Ob damit tatsächlich eine Aufgabe und Gehalt verbunden war, ist nicht bekannt. Carl Albrecht wurde Kanoniker im Domstift zu Brandenburg an der Havel. Mit dem Erlös kaufte Ludwig Alexander die Güter Nemischhof und Fürstenau im Kreis Arnswalde in der Neumark (heute Niemieńsko und Barnimie, Ortsteile der Stadt Drawno, in der Woiwodschaft Westpommern, Polen). Carl Albrecht wollte den Erlös in Sachsen anlegen. 1721 trat Ludwig Alexander wegen einer schweren, chronischen Krankheit seine erkauften neumärkischen Güter ab. Doch kurz vor der Heirat starb Carl Albrecht ganz plötzlich und unerwartet am 30. März 1721. Houwald gibt als Todestag den 3. April 1721 an. Erbe war nun der Bruder Ludwig Alexander, der nun mit dem Besitz belehnt werden wollte. Der Kammerprokurator verlangte nun aber den Nachweis, dass er von Fall zu Fall die korrekte Lehnfolge getan habe. Auch wendete er ein, dass der Tausch von 1712 ohne lehensherrlichen Konsens erfolgt sei. Und als er schließlich zur Leistung des Lehenseides aufgefordert wird, war er bereits zu krank, um dieser Aufforderung Folge leisten zu können. Er starb am 15. Juli 1721. Damit fiel die Herrschaft Leuthen als erledigtes Lehen an den Landesherrn Herzog Moritz Wilhelm von Sachsen-Merseburg heim. Der zog es jedoch nicht als landesherrlichen Besitz ein, sondern vergab es 1721 an Generalfeldmarschall Jakob Heinrich Graf von Flemming.

Georg Anton Graf von der Schulenburg (1706–1778)

1725 kaufte Georg Anton Graf von der Schulenburg die Herrschaft Leuthen. Er war anscheinend finanziell sehr gut gestellt, denn 1743 erwarb er Bärenklau, 1745 einen Anteil an Schuhlen. 1749 folgten noch Mochlitz und Reicherskreuz, 1751 Leeskow und 1735 einen Anteil von Mittweide sowie Sarkow. Seine Ehe mit der Marquise le Roy de Valanglart blieb kinderlos. Georg Anton starb 1778 und vermachte die Allodialgüter den Kindern seiner Schwester Sofie Henriette, die mit Heinrich Graf von Podewils verheiratet war, Sofie Christina Dorothea Gräfin von Podewils (* 1735) und Friedrich Heinrich von Podewils (* 1737). Im darauf folgenden Erbschaftsstreit zwischen Sofie und Friedrich Heinrich von Podewils auf der einen Seite und den von der Schulenburgs auf der anderen Seite ging es im Wesentlichen darum, was Allod und was zur Herrschaft Lieberose bzw. zum Majorat zu rechnen war. Der Streit endete schließlich 1781 in einem Vergleich. Die Herrschaft Groß Leuthen ging an die Kinder seiner Schwester Sofie Henriette von Podewils, während die Herrschaft Lieberose der Familie von der Schulenburg verblieb. Anscheinend einigten sich die zwei Podewilsschen Erben darauf, dass Sofie Christina Dorothea die Herrschaft Leuthen bekam. Sie war in erster Ehe mit Friedrich Wilhelm von Marschall verheiratet, von dem sie sich wieder scheiden ließ. Sie heiratete 1758 in zweiter Ehe den Johann August von Haeseler, der aber bereits 1763 verstarb. Mit ihm hatte sie den Sohn August Ferdinand. 1767 heiratete sie in dritter Ehe Emanuel Friedrich von Bredow. Dieser starb am 28. Januar 1780 in Berlin und wurde in Groß Leuthen begraben. Der Eintrag in Fischbach lautet: „Emanuel Friedrich von Bredow, Königl.-Preußischer Obrist-Lieutenant, ehemaliger Commandeur der Gens d’Armes, Herr der Herrschaft Leuthen in der Nieder-Laußnitz, Erbherr auf Senska (Senzke), Corbsow (Karpzow), Peßin (Pessin), Retzow und Wälsickendorf (Wölsickendorf, Höhenland).“
1781 heiratete Sofie Christina Dorothea in vierter Ehe den Johann Ludwig Graf von Hordt (Hård). 1783 kaufte sie Dorf und Rittersitz Groß Leine. 1788 war die Herrschaft Leuthen mit 6000 Gulden Schatzung festgesetzt und musste zwei Ritterpferde stellen. Er starb am 21. August 1798. Im Anzeiger wird er genannt: war Gouverneur der Festung Spandau, Ritter des Seraphinenordens und Träger des Großkreuzes des Schwertordens, Herr der Herrschaft Leuthen, der Rittergüter Groß Leine, Leipschen, Schuhlen und Mittweide und des Gutes Herrenstadt in Schweden. Um 1800 bestand die Herrschaft aus sieben Dörfern und drei Teichen; sie hatte 933 Einwohner. Sofie Christina Dorothea Gräfin von Hordh starb 1802.

August Ferdinand Graf von Haeseler (1761–1838)

### 19. und 20. Jahrhundert
Als neuer Besitzer der Herrschaft Leuthen folgte ihr Sohn aus zweiter Ehe, August Ferdinand von Haeseler (1761–1838) nach, der 1790 in den Grafenstand erhoben wurde. Er war außerdem Stiftsherr zum Kloster Unser Lieben Frauen Magdeburg. August Ferdinand Graf von Häseler heiratete 1816 Johanne Auguste Gräfin von Einsiedel. Am 6. Dezember 1838 starb August Ferdinand Graf von Häseler, Standesherr der Herrschaft Leuthen im Alter von 77 Jahren in Berlin und wurde in Groß Leuthen beigesetzt. Der Sohn Alexis Graf von Haeseler hatte ein Jahr zuvor Gut und Schloss Harnekop erworben.

Christian Wilhelm Griebenow (1784–1865)

1841 wechselte die Standesherrschaft Leuthen für 152.000 Taler den Besitzer und kam an den Oberamtmann Christian Wilhelm Griebenow. Da von bürgerlicher Herkunft, wurde ihm Sitz und Stimme in der Herrenkurie der Ständeversammlung der Niederlausitz verweigert. Er war sehr in die Verbesserung der Landwirtschaft und damit in die Ertragssteigerung seiner Herrschaft interessiert. Beispielsweise wurde in der Standesherrschaft Leuthen um 1850 bereits Mais angebaut.

Johann Abraham von Wülfing (1851–1927)

1855 wechselte die Herrschaft erneut den Besitzer und kam in die Hand des Rittmeisters a. D. Emil von Gutzmerow, Johanniterritter, Kammerherr und Schlosshauptmann auf Königs Wusterhausen. Dieser hatte bereits vorher schon Groß Leine erworben. Nach Verordnung vom 3. Februar 1847 wurde er mit Sitz und Stimme in die Herrenkurie des Landtags der Niederlausitz berufen. Sein Begüterung Groß Leuthen umfasste 1879, gemäß dem Generaladressbuch der brandenburgischen Rittergutsbesitzer konkret 2001,90 ha Land, enthaltend 138,83 ha Wasser und 937,92 ha Wald. Er war zweimal verheiratet; beide Ehen blieben kinderlos. Seine zweite Frau Helene geb. Freiin von Brenn, verw. Wurm von Zink hatte aus erster Ehe mit Wolf Wurmb von Zink einen Sohn Hans gebracht, der jedoch in Witzschersdorf (Stadt Leuna, Sachsen) wohnte. 1906 starb Emil von Gutzmerow ohne Leibeserben und die Herrschaft ging nun an den Enkel der Helene, Wilhelm Wolf Wurmb von Zink, der die Herrschaft Leuthen durch einen Generalbevollmächtigten, den Regierungsrat Dr. Söhlke in Berlin bewirtschaften ließ. Willy Wurmb von Zink ist noch bis 1914 als Besitzer der Standesherrschaft Leuthen belegt. Vermutlich in diesem Jahr wurde sie an Johann Abraham von Wülfing verkauft, der einen Fideikommiss einrichtete. Johann Abraham von Wülfing starb 1927. Die Herrschaft, also vor der großen Wirtschaftskrise, mit damals 2660 ha Fläche und wiederum einem Güterdirektor, Erich Schwarzer, an der Spitze erbte sein Sohn Rudolph. Dazu gehörten noch die Rittergüter Groß Leine und Klein Leine mit 1513 ha. Hierfür war ein Administrator Friedrich Meyer eingesetzt. Die Familie des Rudolph von Wülfing wurde 1945 vertrieben und 1946 enteignet und somit endete die Historie der Standesherrschaft Leuthen.

### Zugehörige Orte
Nach der Topographisch-statistischen Uebersicht des Regierungsbezirks Frankfurth a. d. O. von 1820 gehörten zur Herrschaft Leuthen, im 19. Jahrhundert nun meist Standesherrschaft Leuthen genannt, folgende Orte und Einzelobjekte (Ergänzungen anhand des Topographisch-statistischen Handbuchs für den Regierungsbezirk Frankfurt a. d. Oder von 1867):
- Bückchen (Dorf), heute ein Gemeindeteil von Wittmannsdorf-Bückchen, einem Ortsteil der Gemeinde Märkische Heide. 1867: Dorf und Vorwerk mit Windmühle und zwei ausgebauten Gehöften. Die heute nicht mehr existierende Windmühle ist bereits im Urmesstischblatt von 1846 verzeichnet. Sie stand südlich des Ortskerns, ca. 50 m westlich der Straße Zur Schäferei (südwestlich von dem Gebäude Zur Schäferei 4, Grundstück 35 in ALKIS).[22]
- Dollgen (Dorf), Ortsteil der Gemeinde Märkische Heide
- Guhlen (Dorf), Gemeindeteil von Goyatz, Ortsteil der Gemeinde Schwielochsee. 1867: Dorf mit einem ausgebauten Gehöft
- Klein Leine (Dorf), Ortsteil der Gemeinde Märkische Heide. 1867: Dorf und Vorwerk
- Groß Leuthen (Herrschaft und Dorf), Ortsteil der Gemeinde Märkische Heide
- Groß Leuthener Mühlen, eine Wasser- und eine Windmühle. Die Wassermühle ist heute Wassermühle 1 in Groß Leuthen. Die Windmühle existiert nicht mehr; sie lag ca. 200 m südwestlich der Wassermühle. 1867: Schloss, Sitz der Standesherrschaft Groß Leuthen und Dorf, mit einer Windmühle und einer Wassermühle und zwei ausgebauten Gehöften.
- Klein Leuthen (Dorf), heute ein Gemeindeteil von Groß Leuthen
- Ressen (Dorf), heute Gemeindeteil von Ressen-Zaue, Ortsteil der Gemeinde Schwielochsee. 1867: Dorf mit zwei Wassermühlen, ein Torfmeisterhaus. Die Lage des Torfmeisterhauses konnte nicht ermittelt werden.
- Ressener Schänke, Schänke, heute in Ressen aufgegangen
- Ressener alte Mühle, Wassermühle, am östlichen Ortsausgang (Ressener Dorfstraße 20)
- Ressener neue Mühle, Wassermühle, heute Neumühle, im Ortsteil Ressen-Zaue. Nördlich davon stand eine Windmühle, heute noch zu sehen an dem runden Grundstück Nr. 41 in ALKIS. Nach dem Urmesstischblatt 3950 Groß Leuthen von 1846 war die Neue Mühle eine Sägemühle.

1820 hatte die Standesherrschaft 1125 Einwohner. Nach der Topographisch-statistischen Uebersicht des Regierungs-Bezirks Frankfurt a. d. O. war sie 1844 auf 1330 Einwohner angewachsen. Im Jahr 1867 betrug die Einwohnerzahl 1564 Personen.